# Liberty (альбом)
Liberty — шестой студийный альбом британской нью-вейв группы Duran Duran выпущенный 20 августа 1990 года. Пластинка заняла 8-е место в UK Albums Chart и 46-е в Billboard Hot 100.

## Об альбоме
Liberty единственный альбом в дискографии группы, который был записан обновленным составом, превратившемся в квинтет, после того, как в 1989 году барабанщик Стерлинг Кэмпбелл и гитарист Уоррен Куккурулло — музыканты, помогавшие Роудсу, Ле Бону и Тейлору во время записи пластинки Big Thing и тура в её поддержку, стали полноправными участниками группы.
В поддержку альбома Duran Duran выпустили 2 сингла — «Violence of Summer (Love’s Taking over)» и «Serious», которые имели весьма скудные позиции в чартах. После коммерчески неудачного последнего сингла, планы по поводу релиза новых синглов из альбома были отложены. Duran Duran планировали выпустить для США в качестве третьего сингла роковую «First Impression», а для Европы — размеренную «Liberty», но компания EMI отменила их выпуск буквально за считанные дни до того, как должны были начаться съемки клипа к песне «First Impression».
В отличие от своих предыдущих пластинок, группа на этот раз приняла решение отказаться от тура в поддержку лонг-плея. В начале 1991 года Кэмпбелл покинул Duran Duran, пожелав выступать с Синди Лопер и Дэвидом Боуи, а оставшийся квартет Роудс-Тейлор-Ле Бон-Куккурулло, приступил к работе над материалом для своей следующей пластинки, получившей в итоге неофициальное название — The Wedding Album.

### Стиль
Альбом продолжает тематику звучания, начатую в предыдущем лонг-плее Big Thing (1988). На нём можно услышать хаус с элементами альтернативного рока («Violence Of Summer», «All Along The Water» и «Can You Deal With It»), соул («Liberty»), поп-рок («Serious») и альтернативный рок («First Impression»). Композиция «First Impression» несколько лет спустя после выхода альбома, стала основой для песни «Come Undone» из альбома The Wedding Album, а «My Antarctica» — би-сайдом к синглу «Ordinary World».

### Запись
Работа над альбомом началась в конце мая-начале июня 1989 года, а первые сессии демозаписи проводились в августе-сентябре того-же года. Студийная запись была начата 9 октября на Olympic Studios и закончена в марте 1990 года под руководством продюсера Криса Кимси, ранее работавшего с группами Rolling Stones и INXS. По итогам записи у музыкантов был на руках материал, который многие поклонники и критики назовут «перепродюсированным» или «не доработанным».
В 1998 году, в интервью журналу Goldmine, бас-гитарист Джон Тейлор, страдавший в период работы над Liberty от наркотической зависимости, рассказал:

«Когда мы репетировали, нам казалось, что у нас будет великий альбом, но мы не смогли поставить его на кон во время записи в студии. Все, что я помню о работе над пластинкой — это то, как курил гашиш.»
Оригинальный текст (англ.)«When we were in rehearsal, it seemed like we had a great album, but we weren't able to parlay it into a great album in the studio, whatever. I can just remember smoking hash oil, that's all I can really remember about making that album.» 
В том же интервью, вокалист Саймон Ле Бон также поделился своими воспоминаниями:

«Мы вошли в амбар в Сассексе и начали джемовать и прежде, чем мы доработали материал, мы подумали: „Так, у нас есть альбом. Сейчас-же пойдем и запишем его!“ Я не думаю, что мы поступили правильно — мы не уделили достаточно внимания многим деталям. В то время мы были несколько растеряны и та обстановка, которая тогда царила, вынудила нас измениться, чтобы работать над альбомом. Но из этого вышли две действительно прекрасные песни — „Serious“ и „My Antarctica“. Я не думаю, что это плохой альбом, но на нём есть определенно слабые песни. Я имею в виду песни, наподобие „Violence Of Summer“ — в ней нету подходящего припева, хотя есть хороший куплет. Мы попросту не уделили достаточно внимания и потеряли концентрацию.»
Оригинальный текст (англ.)«We went into a barn in Sussex and started jamming away, and before we got finished, it was like, 'Right we've got the album, let's go and record it now.' And I don't think we got it right; I don't think we were paying enough attention. We were quite self-conscious at the time as well, the way things had been going, and it kind of made us stand outside of ourselves to do the album. But out of that came two of the best songs Duran's ever come up with, 'Serious' and 'My Antarctica,' they're really, really beautiful songs. I don't think it's a bad album, but there's definitely weak spots on it, definitely. I mean, something like 'Violence Of Summer,' it just didn't have a proper chorus, great verse though. Just not paying enough attention, we just lost our concentration.» 
В 1999 году Duran Duran выпустили сборник Didn’t anybody tell you, содержащий демозаписи песен, записанных в период работы над альбомом Liberty в 1989—1990 годах. Многие из них либо так и не были доработаны, либо просто нигде не выпускались:
- «Bottleneck»
- «Money on Your Side»
- «Dream Nation»
- «In Between Woman»
- «Worth Waiting For»
- «Water Babies»
- «My Family» (живая запись 1989 года)

## Список композиций
1. «Violence of Summer (Love’s Taking Over)» — 4:22
2. «Liberty» — 5:01
3. «Hothead» — 3:31
4. «Serious» — 4:21
5. «All Along the Water» — 3:50
6. «My Antarctica» — 5:01
7. «First Impression» — 5:28
8. «Read My Lips» — 4:30
9. «Can You Deal With It» — 3:47
10. «Venice Drowning» — 5:13
11. «Downtown» — 5:23

## Участники записи
- Саймон Ле Бон — вокал
- Ник Роудс — клавишные
- Джон Тейлор — бас-гитара
- Уоррен Куккурулло — гитара
- Стерлинг Кэмпбелл — ударные

Сессионные музыканты
- Джон Джонс — программирование и дополнительные клавишные
- Тесса Найлз — бэк-вокал
- Кэрол Кэньйон — бэк-вокал
- Бернард Фоулер — бэк-вокал
- Стен Харрисон — саксофон
- Родди Лоример — труба
- Луис Ярдим — перкуссия